# Antosari
Antosari is een bestuurslaag in het regentschap Tabanan van de provincie Bali, Indonesië. Antosari telt 1476 inwoners (volkstelling 2010).